# Championnat du Tadjikistan de football 2021
Navigation
Saison précédente Saison suivante
La saison 2021 du Championnat du Tadjikistan de football est la 30e édition de la première division au Tadjikistan. La compétition regroupe dix clubs, qui s'affrontent trois fois. À l'issue de la saison, les deux derniers sont relégués.
C'est Istiqlol Douchanbé, tenant du titre, qui remporte à nouveau la compétition cette saison après avoir terminé en tête. C'est le dixième titre de champion du Tadjikistan de l'histoire du club et le huitième acquis consécutivement.

## Les clubs participants
- Istiqlol Douchanbé
- FK Khodjent
- FK Khatlon Bokhtar
- Köktosh Rödaki
- Istaravshan
- KMVA Pamir Douchanbé
- FC Douchanbé-83
- FK Fayzkand
- Ravshan Kulob - Promu de D2
- FK Esxata Xuçand  - Promu de D2

## Compétition
Le barème de points servant à établir le classement se décompose ainsi :
- Victoire : 3 points
- Match nul : 1 point
- Défaite : 0 point

### Classement
| Rang | Équipe               | Pts | J  | G  | N | P  | Bp | Bc | Diff |
| ---- | -------------------- | --- | -- | -- | - | -- | -- | -- | ---- |
| 1    | Istiqlol DouchanbéT  | 68  | 27 | 21 | 5 | 1  | 78 | 9  | +69  |
| 2    | FK Khodjent C        | 55  | 27 | 17 | 4 | 6  | 52 | 26 | +26  |
| 3    | KMVA Pamir Douchanbé | 44  | 27 | 12 | 8 | 7  | 37 | 29 | +8   |
| 4    | Istaravshan          | 42  | 27 | 12 | 6 | 9  | 30 | 25 | +5   |
| 5    | FK Khatlon Bokhtar   | 36  | 27 | 10 | 6 | 11 | 30 | 33 | -3   |
| 6    | Ravshan Kulob P      | 29  | 27 | 7  | 8 | 12 | 27 | 35 | -8   |
| 7    | FK Esxata Xuçand P   | 30  | 27 | 9  | 3 | 15 | 33 | 49 | -16  |
| 8    | FK Fayzkand          | 29  | 27 | 8  | 5 | 14 | 20 | 37 | -17  |
| 9    | Köktosh Rödaki       | 26  | 27 | 7  | 5 | 15 | 38 | 58 | -20  |
| 10   | FC Douchanbé-83      | 18  | 27 | 4  | 6 | 17 | 23 | 67 | -44  |

|  | Qualification pour la Ligue des champions de l'AFC 2022                                |
|  | Qualification pour la Coupe de l'AFC 2022                                              |
|  | Relégation directe en deuxième division                                                |
|  | T : Tenant du titre C : Vainqueur de la Coupe du Tadjikistan P : Promu de Pervaya Liga |

## Bilan de la saison
| Championnat du Tadjikistan de football 2020 |                                |
| Champion                                    | Istiqlol Douchanbé (10e titre) |
| Coupes et trophées                          |                                |
| Vainqueur de la Coupe du Tadjikistan 2020   | FK Khodjent                    |
| Qualifications continentales                |                                |
| Ligue des champions de l'AFC 2022           | Istiqlol Douchanbé             |
| Coupe de l'AFC 2022                         | FK Khodjent                    |
| Promotions et relégations                   |                                |
| Promus en Ligai Olii                        | Regar-TadAZ Tursunzoda         |
| Promus en Ligai Olii                        | Ravşan Zafarobod               |
| Relégués en Ligai Yakumi                    | Köktosh Rödaki                 |
| Relégués en Ligai Yakumi                    | FC Douchanbé-83                |